# Přerov nad Labem
Přerov nad Labem (deutsch Prerow an der Elbe, früher Alt Prerau) ist eine Gemeinde in Tschechien. Sie liegt fünf Kilometer östlich von Čelákovice und gehört zum Okres Nymburk.

## Geographie

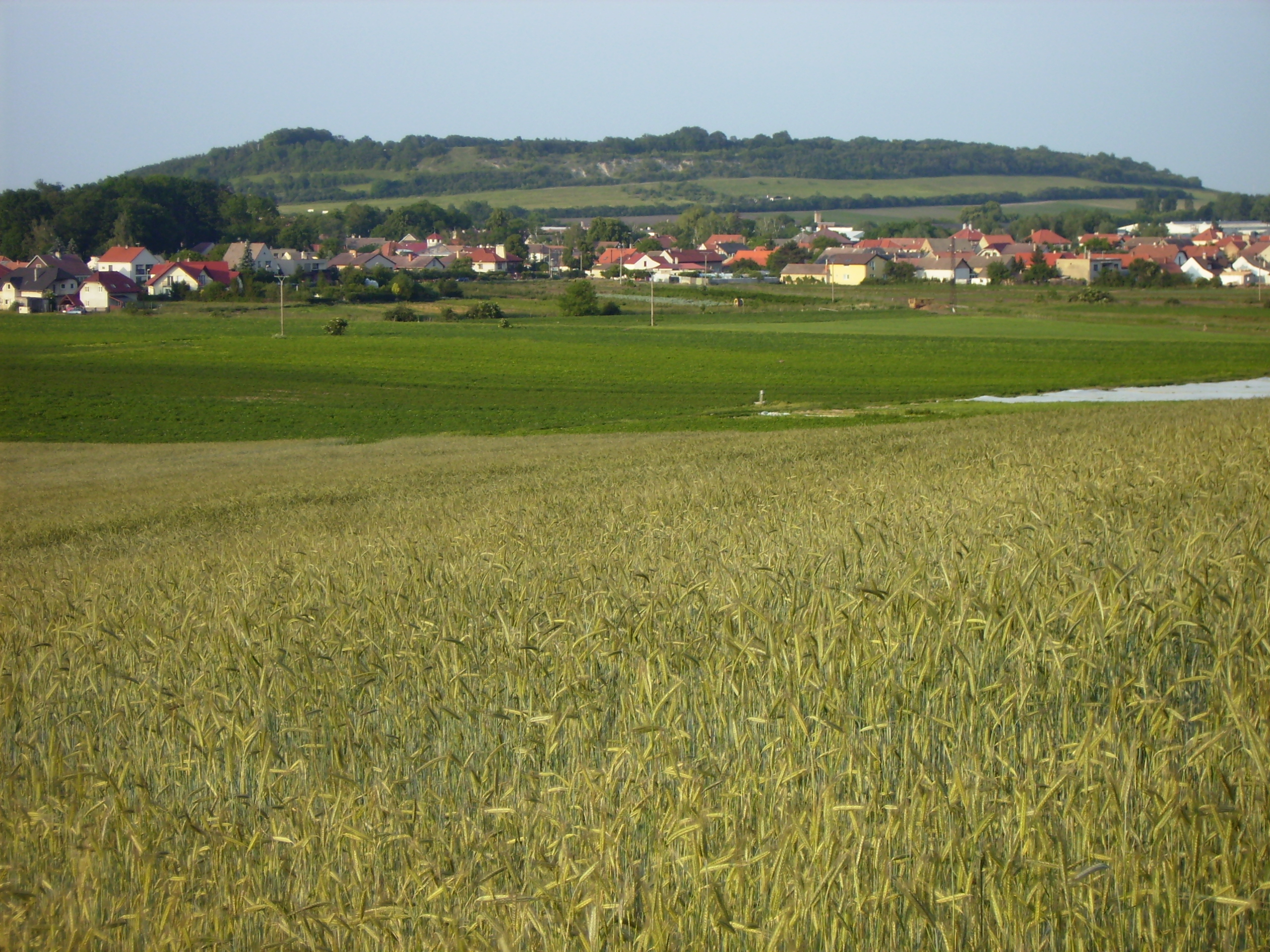
Blick auf Přerov nad Labem, im Hintergrund die Přerovská hůra

Přerov nad Labem befindet sich linksseitig der Elbe an deren Zufluss Kounický potok. Östlich des Dorfes erhebt sich der Hügel Přerovská hůra (236 m). Westlich mündet die Výmola in die Elbe.
Nachbarorte sind Tři Chalupy, Řehákova Bouda und Tři Chaloupky im Norden, Litol und Ostrá im Nordosten, Semice im Osten, Starý Vestec im Südosten, Bříství im Süden, Mochov im Südwesten, Čelákovice und Císařská Kuchyně im Westen sowie Sedlčánky und Byšičky im Nordwesten.

## Gemeindegliederung
Für die Gemeinde Přerov nad Labem sind keine Ortsteile ausgewiesen. Zu Přerov nad Labem gehört die Ortslage Nový Přerov (Neu Prerau).

## Geschichte

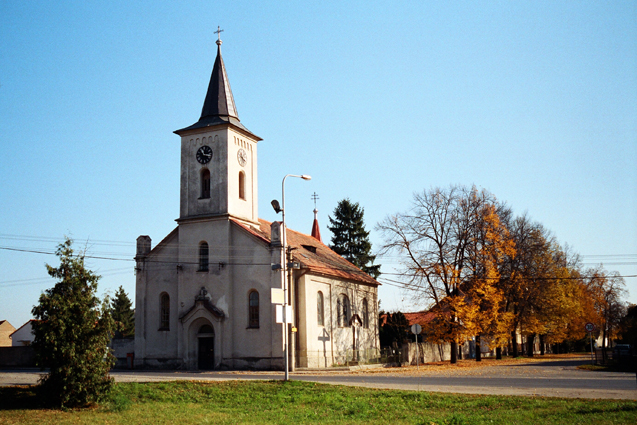
Kirche des hl. Adalbert

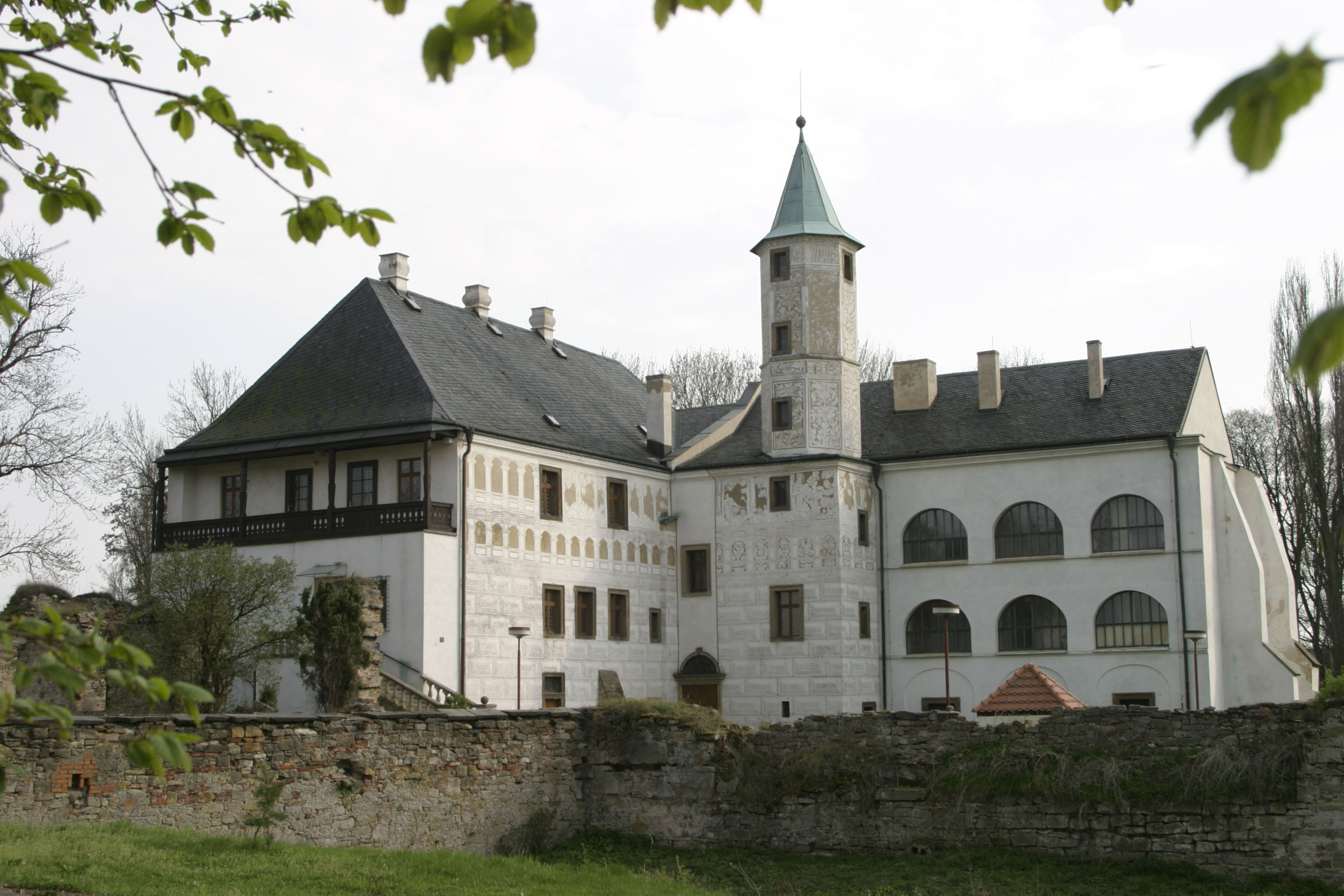
Schloss Přerov nad Labem

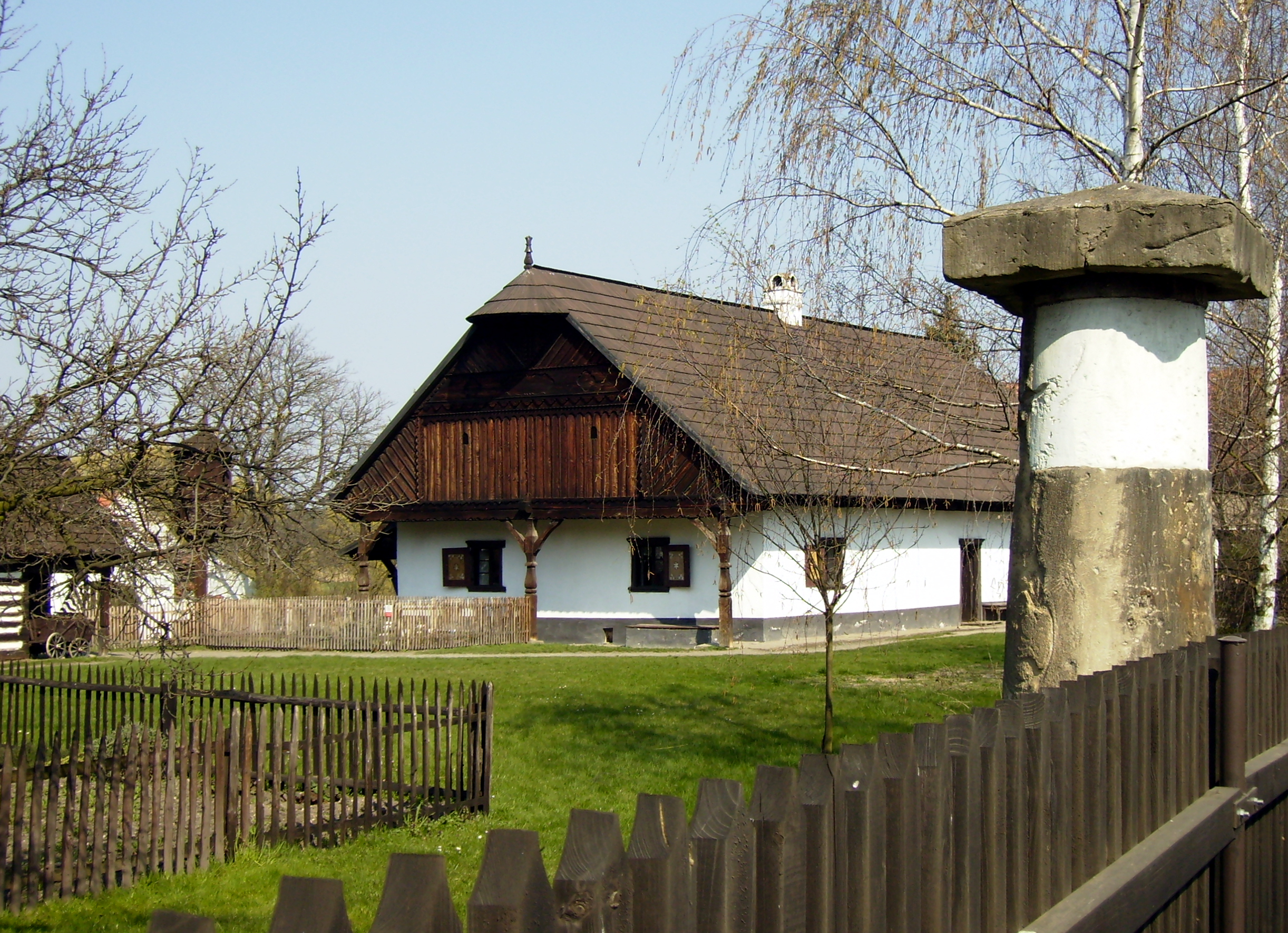
Altböhmische Chaluppe im Skanzen

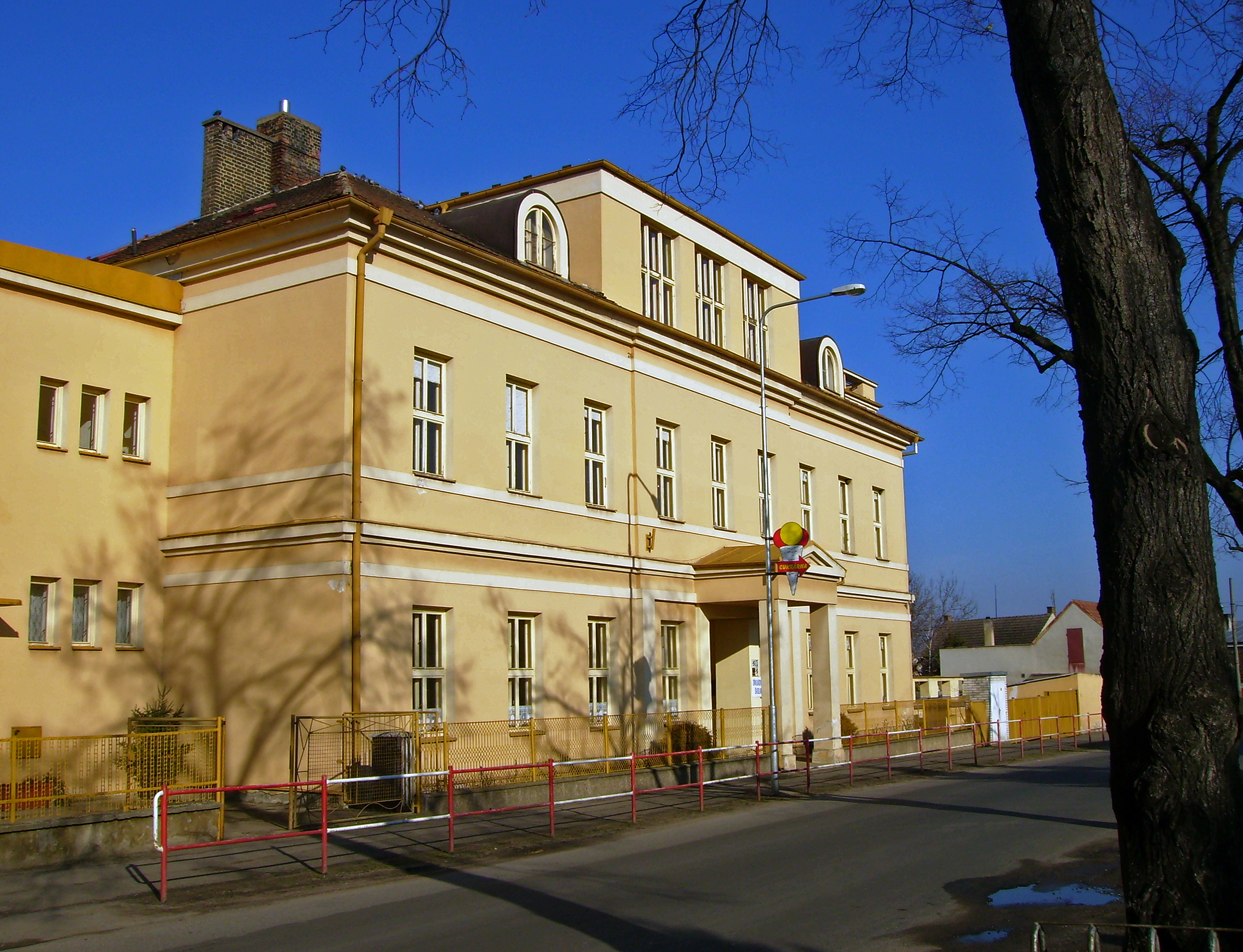
Schule

Die erste schriftliche Erwähnung des Ortes erfolgte im Jahre 993, als Bischof Adalbert von Prag das Dorf dem von ihm gegründete Benediktinerkloster Břevnov überließ. Über Přerov führte der Landessteig von Prag nach Lysá nad Labem, der hier die Elbe in einer Furt überquerte. Das Stift verpachtete in der Folgezeit die Güter in Přerov weiter. Zu den Pächtern gehörte u. a. Kojata von Hněvin, der 1227 seinen Knappen Konrad mit Přerov bedachte. Ab 1266 ist Ranek von Přerov und ab 1279 Matouš von Přerov als Besitzer nachweisbar. Um 1380 begann das Stift die Feste Přerov zum Verwaltungszentrum für seine Güter auszubauen. Diese Pläne wurden jedoch nicht vollendet und Přerov schließlich im Jahre 1400 an Michal Drštka ze Sedlčánek verpachtet. Ihm folgte ab 1419 Petr von Trkov. Nachdem Trkov während der Hussitenkriege verstorben war, fiel der Besitz an Kaiser Sigismund. Dieser verpfändete Přerov 1437 an seinen Oberhofmeister Jindřich von Stráž. Nach dessen Tode erbte der oberste Richter des Königreiches Böhmen, Jiří Strážský von Stráž und Přerov den Besitz. Von dessen Tochter Johanka kaufte es der Oberstkanzler Johann von Schellenberg. Die Schellenberger förderten den Ort und erreichten 1499 die Erhebung von Přerov durch Vladislav II. zum Städtchen. Der böhmische Oberkammerherr Heinrich von Schellenberg verkaufte Přerov 1524 an die vereinigten Prager Städte. Nach dem antihabsburgischen Aufstand von 1547 wurde Přerov durch König Ferdinand I. konfisziert und den böhmischen Krongütern zugeschlagen. 1560 wurde Johann der Ältere Robenhaupt von Sucha (Robmhap ze Suché) zum ersten Hauptmann der königlichen Kammerherrschaft Přerov ernannt. Er beauftragte noch im selben Jahre Bonifatius Wohlmut mit dem Umbau der Feste zu einem Renaissanceschloss. An den Bauarbeiten waren auch Matteo Borgorelli und Ulrico Aostalli beteiligt, zwischen 1574 und 1605 wurden sie durch Ettore de Vaccani weitergeführt. Unter Robenhaupt entstanden eine Brauerei, Mühle, Sägemühle, der Weinberg und ein Hopfengarten.
Ab 1598 setzte der stückweise Verkauf von Teilen der Kammerherrschaft ein. 1601 belieh Maria Magdalena von Lobkowitz die leere Kriegskasse Rudolfs II. mit 20.000 Meißnischen Schock und erhielt dafür die Dörfer Vyšehořovice, Vykáň, Horoušany, Tatce und Pečky zugeschrieben. 1608 überschrieb der König diese Güter ihrem Mann Jan Rudolf Trčka von Lípa als erblichen Besitz und Teil der Herrschaft Kounice. Die verbliebenen Reste der Herrschaft Přerov wurden 1632 an die Kammerherrschaft Brandeis angeschlossen. Nachfolgend begann der völlige Niedergang des Städtchens, das durch schwedische Truppen unter Johan Banér verwüstet wurde. Der Wiederaufbau des von den Schweden abgebrannten Schlosses erfolgte ab 1671 durch Santino de Bossi. Dabei kam es zur Absturz des Nord- und Westflügels sowie Teilen des Ostflügels, die nicht wieder aufgebaut wurden. Fortan diente das Schloss als Jagdschloss. Im Zuge der Josephinischen Reformen wurde am nördlichen Fuße der Přerovská hůra die Ansiedlung Neu Prerau gegründet.
Im Jahre 1844 bestand Alt Prerau aus 95 Häusern und hatte 605 Einwohner.
Nach der Aufhebung der Patrimonialherrschaften entstand 1850 die Marktgemeinde Alt Prerau / Starý Přerov mit dem Ortsteil Kocanda im Bezirk Böhmisch Brod. Daneben bildete Neu Prerau / Nový Přerov ebenfalls eine Gemeinde. 1860 ersteigerte der abgedankte Großherzog der Toskana, Leopold II. die Herrschaft Brandeis. Er begann mit der Wiederherstellung des Schlosses in Alt Prerau, die nach seinem Tode im Jahre 1870 durch seinen Sohn Erzherzog Ludwig Salvator in den Jahren 1872 bis 1873 vollendet wurde. Im Jahre 1903 schlossen sich die Gemeinden Alt Prerau und Neu Prerau zur Gemeinde Přerov nad Labem / Prerow an der Elbe zusammen.
Als Erzherzog Ludwig Salvator 1915 ohne legitime Nachkommen verstarb, erbte der greise Kaiser Franz Joseph I. dessen Güter. Dieser verstarb im Jahre darauf und letzter Besitzer aus dem Hause Habsburg wurde Kaiser Karl I. Nach der Gründung der Tschechoslowakei wurde das Schloss verstaatlicht und war seit den 1920er Jahren an die Young Women’s Christian Association vermietet. Mit der Absicht der Errichtung eines hydrotherapeutischen Sanatoriums kaufte der deutsche Arzt Faifar das Schloss während des Zweiten Weltkrieges. Nach Kriegsende wurde es konfisziert und dem Nationalen Erneuerungsfonds zugewiesen, der es ab 1948 dem Tschechoslowakischen Rundfunk zur Verfügung stellte. Seit 1961 gehört die Gemeinde Přerov nad Labem zum Okres Nymburk.

## Sehenswürdigkeiten
- Schloss Přerov nad Labem, das zum Ende des 14. Jahrhunderts als Wasserburg errichtete Bauwerk, diente später als Verwaltungssitz des Stiftes Břevnov. Zwischen 1560 und 1567 erfolgte der Umbau zu einem vierflügeligen Renaissanceschloss. Seit 1958 wird das mit Sgraffito verzierte Schloss vom Tschechoslowakischen Rundfunk, der es 1982 auch käuflich erwarb, genutzt. Das Schloss ist nicht öffentlich zugänglich und dient als Archiv des Český rozhlas.
- Skanzen Přerov nad Labem, das Freilichtmuseum altböhmischer Chaluppen besteht seit 1895 und ist das viertälteste seiner Art in Europa. Es wurde von Ludwig Salvator von Österreich-Toskana gegründet.
- Muzeum Moto-Velo, das seit 1986 bestehende Museum zeigt alte Motorräder und Fahrräder
- katholische Kirche des hl. Adalbert, frühbarocker Bau aus den Jahren 1681–1682
- St. Adalbertbrünnel mit Kapelle des hl. Adalbert, errichtet zu Beginn des 19. Jahrhunderts, an einer Anhöhe südwestlich des Dorfes
- Statuette der Jungfrau Maria von Lourdes, am Dorfplatz von Nový Přerov
- Schule, errichtet 1866 und bis 1920 zu einem vierflügeligen Bau erweitert
- Marterl an der Quelle zu den Vier Linden. Die 3,32 Meter hohe sandsteinerne Betsäule wurde 1856 südwestlich des Dorfes an einem alten Wegekreuz aufgestellt. Sie wird von vier denkmalgeschützten Winterlinden umgeben.
- Budečská hráz, Deichanlage an der Elbe, nordwestlich des Dorfes
- Betsäule im Dorf

## Söhne und Töchter der Gemeinde
- Franz Geist (1911–1994), Industriemanager
- Tomáš Skuhravý (* 1965), Fußballspieler